# Gouverneur général de Malte
Le gouverneur général de Malte (en anglais : Governor-General of Malta ; en maltais : Gvernatur-Ġenerali ta' Malta) était le chef d'État de facto de l'État de Malte de 1964 à 1974, représentant la reine de Malte.
Cette fonction succède à celle de gouverneur lors de l'indépendance du pays le 21 septembre 1964, et est remplacée par celle de président lors de l'abolition de la monarchie et la proclamation de la république de Malte le 13 décembre 1974.

## Rôle et pouvoirs
Le gouverneur général est le représentant de la reine Élisabeth II à Malte ; il exerce la plupart de ses pouvoirs constitutionnels. Le gouverneur général est nommé par la reine sur avis du gouvernement de Malte, pour une durée indéterminée. En cas de vacance de la fonction, le juge en chef est chargé d'être l'administrateur du gouvernement.

## Liste des gouverneurs généraux
| No | Portrait           | Titulaire                      | Début du mandat   | Fin du mandat    | Durée | Monarque                    | Premier ministre                 |
| -- | ------------------ | ------------------------------ | ----------------- | ---------------- | ----- | --------------------------- | -------------------------------- |
| 1  | Sir Maurice Dorman | Sir Maurice Dorman (1912-1993) | 21 septembre 1964 | 22 juin 1971     | 6 ans | Élisabeth II (r. 1964-1974) | Giorgio Borg Olivier Dom Mintoff |
| 2  | Sir Anthony Mamo   | Sir Anthony Mamo (1909-2008)   | 22 juin 1971      | 5 juillet 1971   | 3 ans | Élisabeth II (r. 1964-1974) | Dom Mintoff                      |
| 2  | Sir Anthony Mamo   | Sir Anthony Mamo (1909-2008)   | 5 juillet 1971    | 13 décembre 1974 | 3 ans | Élisabeth II (r. 1964-1974) | Dom Mintoff                      |